# 싸톤

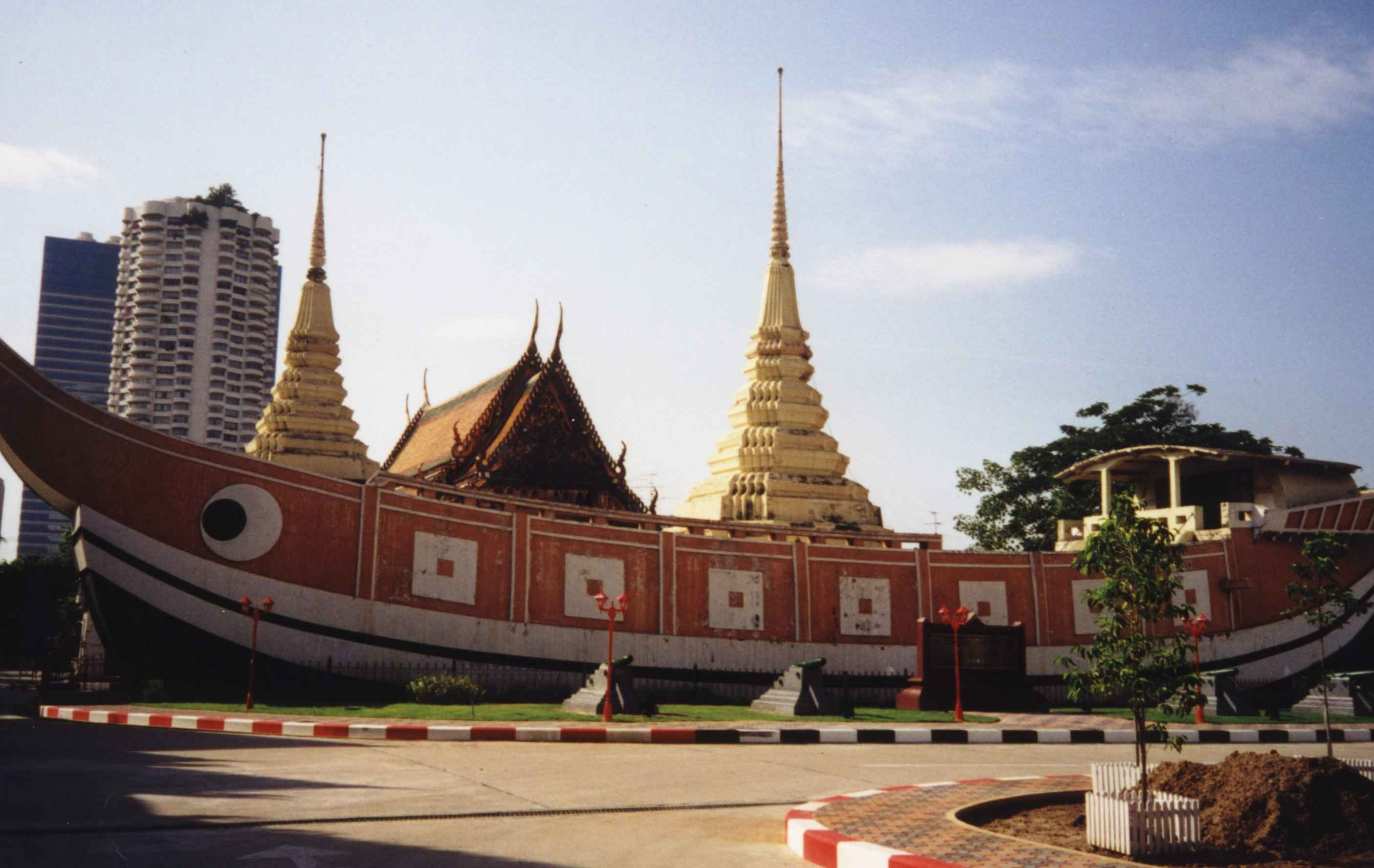

싸톤은 방콕의 행정 구역이다. 이 지역의 총 인구 수는 2017년 기준으로 79,624명이다. 인구 밀도는 8,537.85km2이다.

## 행정 구역
| 1. | Thung Wat Don  | ทุ่งวัดดอน  |  |
| 2. | Yan Nawa       | ยานนาวา  |  |
| 3. | Thung Maha Mek | ทุ่งมหาเมฆ |  |